# 相原恭子
相原 恭子（あいはら きょうこ）は、日本の作家、写真家。

## 経歴・著書
神奈川県立外語短期大学付属高等学校、慶應義塾大学文学部哲学科美学美術史学専攻卒業。ドイツ政府観光局勤務を経て、1994年より作家・写真家活動に入る。エッセイやノンフィクションと写真を組み合わせた著書を発表。ヨーロッパ、京都花街、ビールを中心とする食文化などをテーマに執筆、写真撮影、講演を続ける。京都花街に関しては、日本在住の日本人で、ヨーロッパ文化に精通し、英語で原稿を書き、写真も撮影できる人を探していた「Carlton Books, London, UK」から依頼を受けて、撮影・執筆を開始。2000年に英語の著書「Geisha - A living tradition」(Carlton Books, London, UK) が刊行され、ハンガリー語、フランス語、ポーランド語に翻訳され、ヨーロッパ、北米、南米、オセアニアなど各国で刊行されている。その後、日本国内でも、文藝春秋、小学館、弘文堂、淡交社などから京都花街に関する著書が刊行され、2011年には国際交流基金やその他のスポンサーの助成・後援により、エストニアとハンガリーで、京都花街と着物に関する写真展を講演会が開催。2015年3月には国際交流基金、その他のスポンサーの助成・後援によりスペイン7都市の大学や文化センターにて講演会「日本文化の豊かさ　京都花街　舞妓と芸妓の世界」が開催。2021年にはエストニアにおいて二回目となる写真展「The Essence of Japanese Beauty」が開催。

### 著作物

#### 著書（洋書)
- "Geisha A living tradition" Carlton Books Ltd, ISBN 1858689376 (Hard cover) in English
- "The World of Geisha" Periplus Editions Ltd (Tuttle), ISBN 4805306114 (Hard cover) in English
- "The World of Geisha" Seven Oaks, ISBN 1862000662 (Hard cover) in English
- "Geisha – Une tradition vivante" Soline edition, ISBN 2876774313 (Hard cover) in French
- "Geisha – A living tradition" New Holland, ISBN　1864366575 (Hard cover) in English
- "Gesak – Elo hagyomany" DEE-SIGN, ISBN 9630037432 (Hard cover) in Hungarian
- "Geisha – A living tradition" Carlton Books Ltd, UK, ISBN 1844424901 (tapa blanda) in English
- "GEJSZA - Żywa tradycja" Świat Książki, ISBN 8373914641 (Hard cover) in Polish
- "Kahekone Kimonoga/Dialogue with Kimono" Estonia-Japan Association, ISBN 9789949300105 (Paper Back) in Estonian and in English
- "LOS HANAMACHI DE LAS MAIKO Y GEIKO DE KIOTO" SATORI, ISBN 9788419035653 in Spanish

#### 著書（和書)
＜ヨーロッパ＞
- 『ドイツファンタスティック街道夢紀行』 東京書籍 ISBN 4487794072
- 『ドイツここが見たい!10都市紀行 』 東京書籍 ISBN 4487794897
- 『ウェッジウッド物語』 日経BP社 ISBN 4822226794

＜ビールと食文化＞
- 『ドイツ地ビール夢の旅』 東京書籍 ISBN 4487792800
- 『ベルギーグルメ物語—ベルギーはなぜ美味しい?』 主婦の友社 ISBN 4072213403
- 『ヨーロッパお菓子紀行』 日本放送出版協会 ISBN 4140806648
- 『もっと知りたい!ドイツビールの愉しみ (岩波アクティブ新書)』 岩波書店 ISBN 4007000247
- 『ヨーロッパの首都 ベルギー美味しい旅 (Shotor Travel) 』 小学館 ISBN 4093432015
- 『あ!ビールだ!!』 静岡新聞社 ISBN 4783891028

＜京都花街＞
- 『京都　舞妓と芸妓の奥座敷』 文春新書 ISBN 4166602055
- 『京都花街 もてなしの技術』 小学館 ISBN 4093875537
- 『極上作法で魅せる　舞妓さんマナー集』 山海堂 ISBN 4381022351
- 『未知の京都　舞妓と芸妓』 弘文堂 ISBN 4335551134
- 『舞妓さんのお道具帖』 山海堂 ISBN 4381023315
- 『京都花街　ファッションの美と心』　淡交社 ISBN 9784473037503
- 『京都花街　舞妓と芸妓のうちあけ話』　淡交社 ISBN 9784473038005
- 『舞妓さんの京都花街検定』 京都新聞出版センター ISBN 9784763807489

### 共著
- 『イギリス陶磁器紀行—華麗なる王室御用達の世界 (旅名人ブックス)』 共著者：中島賢一・邸景一　日経BP企画　第2版
- 『オーストリー 優雅なロングステイの愉しみ』 インフォメーション：オーストリー大使館商務部 文・写真：相原恭子　東京書籍[2]

## 海外における写真展・講演会ほか
- 2011年9月（平成23年9月）　ハンガリー／首都ブダペストにて。 「着物との対話」　（写真展・着物展・講演会。　於：モホイ＝ナジ芸術大学「ポントン・ギャラリー」。　主催：モホイ＝ナジ芸術大学、シュディ社）

- 2011年9月～10月（平成23年9月～10月）　エストニア／首都タリンにて。 「着物との対話」　（写真展：於「ギャラリー・アトリウム」。　主催：エストニア日本友好協会、協賛：在エストニア日本国大使館、助成：国際交流基金海外展助成）（講演会：於「KUMU・エストニア国立美術館。　主催：在エストニア日本国大使館、エストニア日本友好協会）在エストニア日本国大使館

- 2015年3月13日～26日（平成27年3月13日～26日）　スペイン各地の大学、文化センターにて講演会（全7回）「知っていそうで知らない日本文化　～日本文化の豊かさ　京都花街　舞妓・芸妓の世界～」 主催：国際交流基金マドリード日本文化センター　後援：各大学、kyocera、日本大使館 　　第1回　サラゴサ大学（サラゴサ）、第2回　カサ・アジア（バルセロナ）、第3回　グラナダ大学（グラナダ）、第4回　マラガ大学（マラガ）、第5回　セヴィリア大学（セビリア）、第6回　サンティアゴ大学（サンティアゴ・デ・コンポステーラ）、第7回　国際交流基金マドリード日本文化センター（マドリード）
- 2021年6月11日～11月21日（令和3年6月11日～11月21日）　エストニア/首都タリンにて。 「The Essence of Japanese Beauty」（写真展：於「ADAMSON-ERIC MUSEUM」。.[5] [6]
- 2023年11月4日～12月3日（令和5年11月4日～12月3日）　ペルー／首都リマにて。「京都：美の世界　芸妓 舞妓の真実」第一回（写真展：於「日秘文化会館（日系人会館）／神内ギャラリー」。主催：ペルー日系人協会、国際交流基金）
- 2024年6月6日～24日　（令和6年6月6日～24日）　ペルー／首都リマにて。「京都：美の世界　芸妓 舞妓の真実」第二回（写真展：於「ラ・ウニオン校」。主催：ラ・ウニオン校、国際交流基金）